# Orion csillagkép

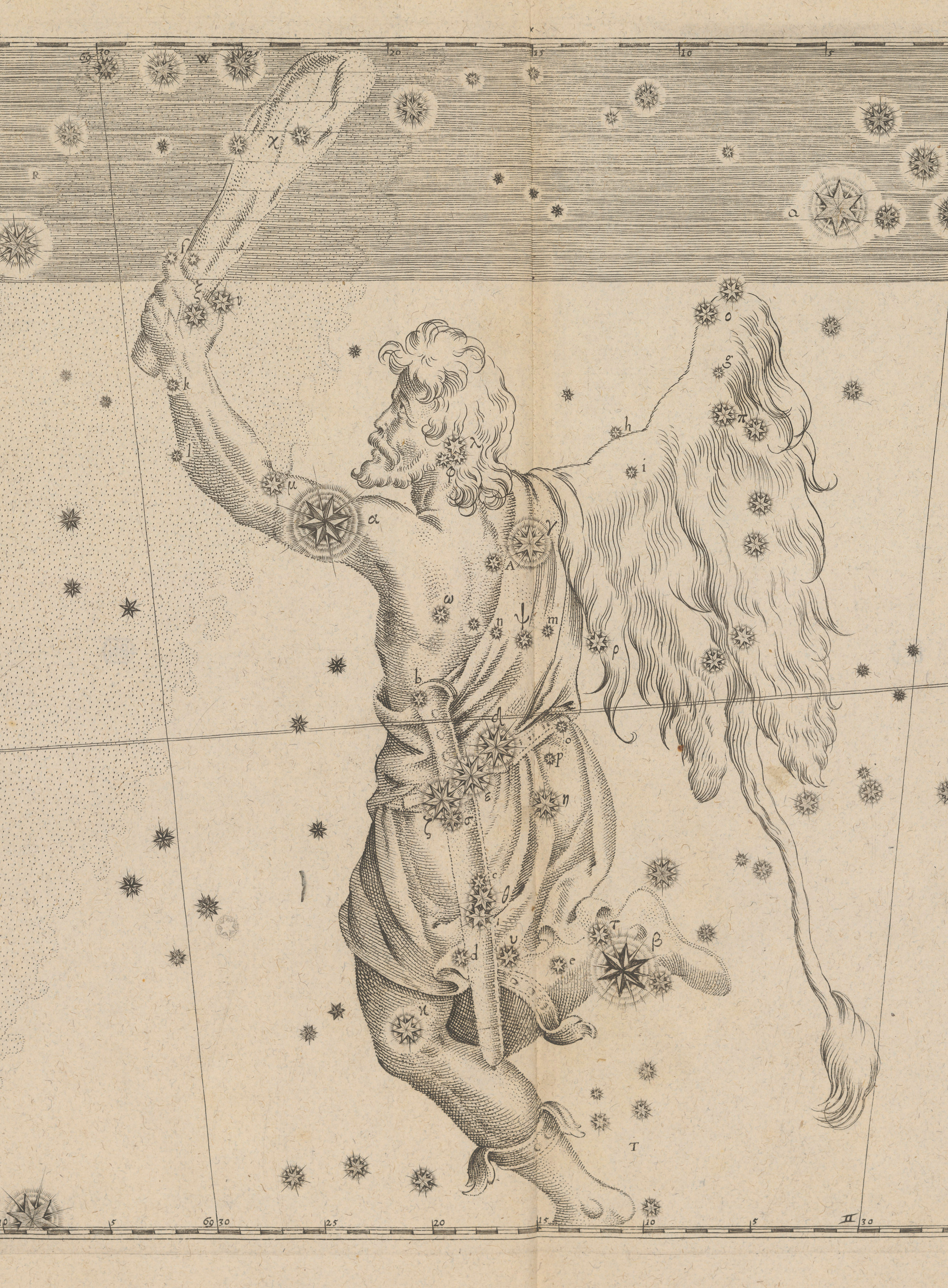
Órión, a vadász

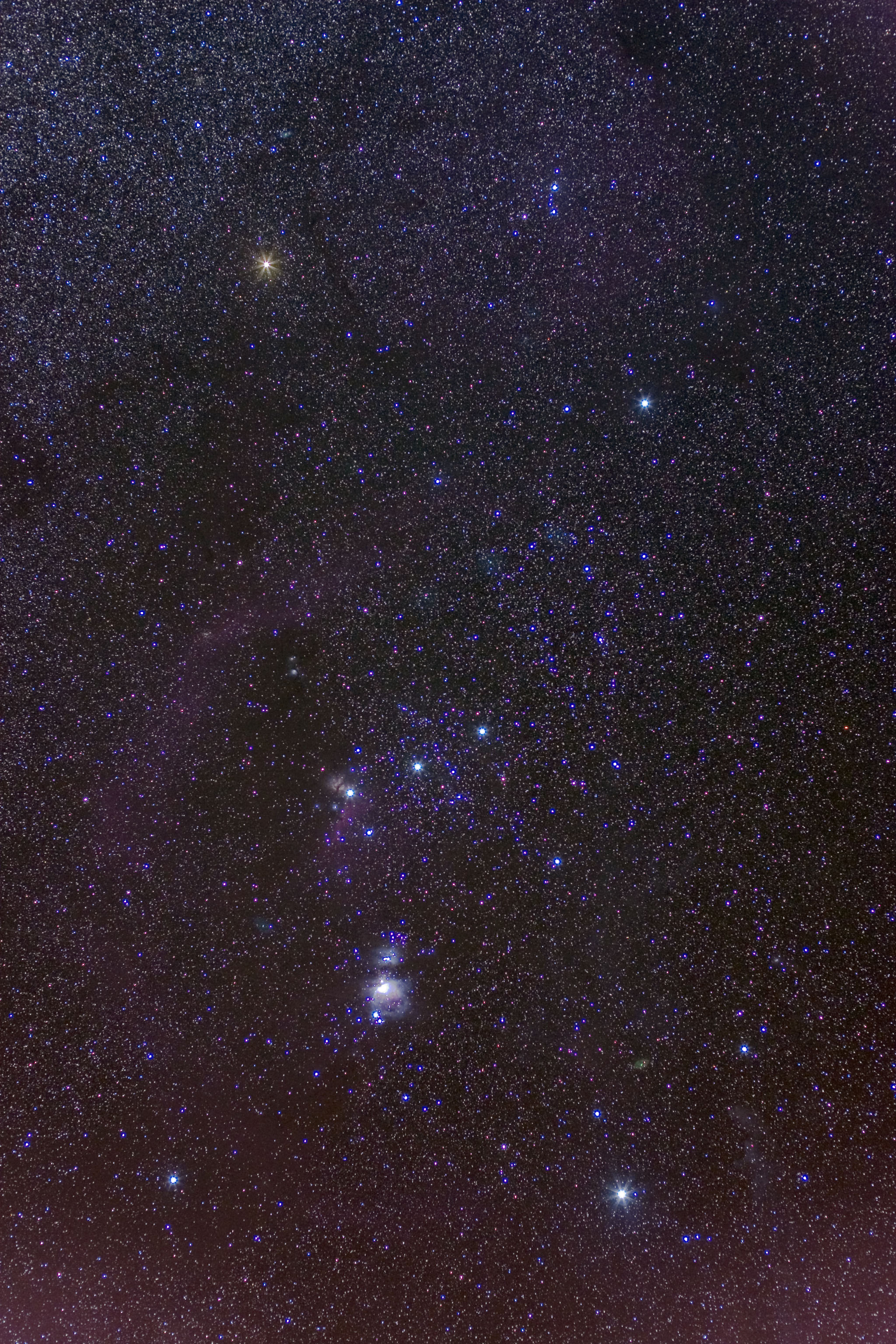
Az Orion asztrofotón, balra fent a vörös óriás Betelgeuze, jobbra lent a Rigel, az öv bal csillaga alatt a Lófej-köd, alatta a Nagy Orion-köd

Az Orion az egyik legismertebb és egyik leglátványosabb csillagkép a déli égbolton. Az égi egyenlítőn fekszik, ezért a világ minden tájáról jól látható, Magyarországról nézve télen figyelhető meg legjobban. Ősszel késő este kel, kora tavaszi esténként a nyugati égbolton ragyognak csillagai. Régi csillagtérképeken Íjász, Kaszás, Nimród vagy Ozirisz néven is említik. Az Orion övének neve pedig Bírópálca. A csillagkép egyik látványossága az Orion köd, ami binokulárral elmosódott foltként jelenik meg .
Számos mélyégobjektumot tartalmaz; a Lófej-köd és az Orion-köd a laikusok körében is ismert.
Szorosan kapcsolódik a körülötte látható csillagképekhez; Orion, a vadász éppen a Bikával küzd, aminek vérben forgó jobb szemét a vörös színű Aldebaran jelképezi. Mellette vannak kutyái; a Nagy Kutya és a Kis Kutya, akik a Nyulat és az Egyszarvút üldözik, valamint lábánál ered az Eridanus-folyó.

## Mitológiája
Mivel az Orion feltűnő, jellegzetes csillagkép, az ősidőktől kezdve rengeteg mitológiai történet kapcsolódik hozzá. Mai nevét a görögöktől kapta, ami valószínűleg az akkád Uru-anna (mennyei fény) elnevezésből származik. Ősi eredete miatt bizonyára előbb nevezték el a csillagképet és csak később szőttek történeteket köré, szemben azzal a gyakorlattal, miszerint egy már meglévő hőshöz rendeltek csillagokat.
A görög mitológiában Órión Poszeidón fia, óriás termetű vadász, aki Atlasz hét leányát addig üldözte szerelmével, amíg azok csillagokká nem változtak: ők lettek a Plejádok hét csillaga. Később Artemisz, a vadászat szűz istennője iránt lobbant szerelemre, aki azonban íjával lelőtte. A történet egy másik változata szerint Artemisz egy skorpiót küldött, amely halálra marta Oriont, ezért az istenek úgy helyezték el őket az égen, hogy amikor az egyik felkel, a másik éppen lenyugodjék.
Az arabok is emberalakot, méghozzá ékszerkészítőt láttak benne, a Rigel kék és a Betelgeuse vörös színében ékköveket láttak. A csillagkép csillagainak mai nevei is az arab nyelvből származnak.
- Betelgeuze – váll
- Rigel – láb
- Mintaka – öv

## Elnevezései
A magyar népnyelv az Oriont Kaszáscsillagnak nevezi. Az öv három csillaga a három kaszás. A Nagy Kutya csillagképbeli Szíriusz neve Sánta Kata. Ő viszi az ebédet az aratók után, de a kaszások mindig a lába elé kapnak a kaszával, ezért is sánta. A jellegzetes formájú csillagképben sokan pillangót is látnak. A kaszás kaszája Nimród íja.
Az Orion övét Ausztráliában Nyeles seprű-nek, Dél-Afrikában, afrikaans nyelven Drie Konings (Három Király)-nak vagy Drie Susters (Három Nővér)-nek hívták, Daudet, a francia író pedig les Trois Rois (a Három Király)-nak nevezte. A 17-18. századi Hollandiában az Orion öv neve Driekoningen (a Három Király), Latin-Amerikában pedig A Három Mária volt.

## Fényes csillagok
| Jel | Elnevezés      | Színképtípus | Látszólagos fényesség | Luminozitás Nap-egységekben | Távolság (fényév) | Megjegyzés                                         |
| --- | -------------- | ------------ | --------------------- | --------------------------- | ----------------- | -------------------------------------------------- |
| β   | Rigel          | B8           | 0,1                   | 57000                       | 775               | szuperóriás, kettőscsillag                         |
| α   | Betelgeuze     | M2           | 0,4…1,3               | 700…1000                    | 430-640           | vörös óriás, kettőscsillag, változócsillag         |
| γ   | Bellatrix      | B2           | 1,6                   |                             | 360               | óriáscsillag                                       |
| ζ   | Alnitak        | B            | 1,7                   | 23000                       | 1260              | szuperóriás                                        |
| δ   | Mintaka        | O            | 1,9…2,23              |                             | 1240              | fényes óriás, változócsillag, fedési kettőscsillag |
| κ   | Saiph          | B            | 2,0                   |                             | 720               | szuperóriás                                        |
| ε   | Alnilam        | O            | 2,1                   |                             | 1600              | szuperóriás, kettőscsillag                         |
| π3  |                | F            | 3,2                   |                             |                   |                                                    |
| λ   | Heka           | O            | 3,4                   |                             |                   | kettőscsillag                                      |
| π5  |                | B            | 3,6…3,7               |                             |                   | változócsillag                                     |
| π4  |                | B            | 3,7                   |                             |                   |                                                    |
| σ   | Szigma Orionis | B0.0         | 3,8                   |                             | 1149              |                                                    |

A Mintakához (δ Orionis) egy harmadik csillag is tartozik. Érdekessége, hogy majdnem pontosan az égi egyenlítőn van.

## Mélyégobjektumok

Az Orion csillagkép

- Messier 42 (NGC 1976) diffúz gázköd
- Messier 43 (NGC 1982) diffúz gázköd
- Messier 78 (NGC 2068) reflexiós köd

## Meteorok
Minden év október 21-ének környékén a Föld áthalad az Orionidák meteorrajon, ekkor óránként mintegy 20 hullócsillag is megfigyelhető, melyek röppályája látszólag az Orion és a Gemini határról indul ki. A meteorrajukat radiánsukról szokás elnevezni. Egy meteorraj radiánsa az a pont az égen, ahonnan a meteorrajok kisugározni látszanak, ezen raj radiánsa az Orion csillagképben van. A meteorok azért látszanak egy pontból kiindulónak, mert egy raj meteorjai egymással párhuzamosan, a Földhöz képest ugyanolyan sebességgel haladnak. Az Orionidák a gyors meteorrajok közé tartoznak, másodpercenként 67 kilométeres sebességgel haladnak.

## Fordítás
- Ez a szócikk részben vagy egészben  az    Orion (constellation) című angol Wikipédia-szócikk fordításán alapul.  Az eredeti cikk szerkesztőit annak laptörténete sorolja fel. Ez a jelzés csupán a megfogalmazás eredetét és a szerzői jogokat jelzi, nem szolgál a cikkben szereplő információk forrásmegjelöléseként.